# 還有愛的日子
《還有愛的日子》（日語：ラブライフ；英語：Love Life）是一部2022年的日法劇情片，由深田晃司編劇和執導。該片以現代日本作為背景，靈感來自導演多年前聽過歌手矢野顯子1991年發行的專輯《Love Life》中收錄的同名歌曲。編導了這部教人如何面對「愛情」與「人生」的電影。  
該片入圍第第79屆威尼斯影展正式競賽單元並角逐金獅獎，並於2022年9月5日首映。台灣於2022年12月2日由海鵬影業發行上映。   香港於2023年3月23日由安樂影片發行上映。

## 劇情大綱
電影講述已婚妙子（木村文乃 飾）带着儿子 敬太與丈夫次郎（永山絢斗 飾）再婚。 在庆祝公公生日当天，儿子敬太意外身亡。之后夫妻两人对于生活、爱情如何继续，以及如何从新开始的故事

## 卡司
- 木村文乃 飾 大澤妙子 [6]
- 永山絢斗 飾 大澤二郎 [1]
- 砂田原子 飾 朴先生（朴信志）
- 山崎紘菜 飾 山崎理佐（二郎前女友）[7]
- 神野三鈴 飾 大澤明惠（二郎母親）
- 田口智世 飾 大澤誠（二郎父親）

## 發行
該片於2022年9月5日在第79屆威尼斯影展全球首映，並角逐「主競賽單元」的金獅獎。 它於2022年9月9日在日本上映， 並於 2022 年 9 月 12 日在 2022年多倫多影展北美首映。  MK2 Films已於 2022年2月獲得電影在歐洲的發行權。 它還進入 第27届釜山國際電影節的「亞洲電影之窗」單元，並於 2022年10月6日放映。 

## 獎項和提名
| 年     | 奖               | 类别       | 收件人       | 结果 | Ref. |
| ------ | ---------------- | ---------- | ------------ | ---- | ---- |
| 2022年 | 第79屆威尼斯影展 | 金獅獎     | 還有愛的日子 | 提名 |      |
| 2022年 | 第47届報知電影獎 | 最佳影片   | 還有愛的日子 | 待定 |      |
| 2022年 | 第47届報知電影獎 | 最佳導演   | 深田晃司     | 待定 |      |
| 2022年 | 第47届報知電影獎 | 最佳女主角 | 木村文乃     | 待定 |      |

## 外部連結
- 官方网站
- Love Life （页面存档备份，存于） at Venice Film Festival
- 爛番茄上《還有愛的日子》的資料（英文）